# Нураминис
Нураминис (итал. Nuraminis) — коммуна в Италии, располагается в регионе Сардиния, подчиняется административному центру Кальяри.
Население составляет 2657 человека, плотность населения составляет 59 чел./км². Занимает площадь 45,29 км². Почтовый индекс — 9024. Телефонный код — 070.
Покровителем коммуны почитается святой Пётр, празднование 29 июня.